# Leonid Georgijewitsch Rudenko
Leonid Georgijewitsch Rudenko (russisch Леонид Георгиевич Руденко; * 1906 in Jekaterinoslaw; † 2002 in Jessentuki) war ein sowjetischer Bürgermeister, Handelsvertreter und Generalleutnant der Luftstreitkräfte der Sowjetunion.

## Leben
Leonid Rudenko trat 1925 in die KPdSU ein, war von 1929 bis 1930 bei der Roten Armee und 1938 Bürgermeister von Taganrog. Vom Dezember 1938 bis Januar 1940 sowie vom Januar 1940 bis März 1941 saß er dem Regionssowjet von Rostow vor. Ab 1941 studierte er an einer Arbeiteruniversität.
Im Februar 1941 wurde das Leih- und Pachtgesetz erlassen, das der Sowjetunion den Einkauf von strategischen Gütern in den Vereinigten Staaten ermöglichte. Zum Abwickeln und für den Transfer dieser Einkäufe und von Daten wurde im Februar 1942 eine Soviet Government Purchasing Commission (SGPC) mit etwa 100 Beauftragten, darunter Konstantin I. Lukaschow (* 1907), von 1939 bis 1949 Vorsitzender der Amtorg Trading Corporation, in die Vereinigten Staaten entsandt. Dieser Kommission saß Rudenko von 1943 bis 1945 im SGPC Building, 3355 Sixteenth Street N.W. Washington, D.C. vor. Im März 1943 beantragte die SGPC eine Ausfuhrgenehmigung für Uran und Uranverbindungen für das sowjetische Atombombenprojekt. Aus den Lagerstätten bei Port Radium, Nordwest-Territorien wurden Probemengen geliefert. Eine propagierte Nutzung war die Zahnpflege. Vom 26. November 1946 bis Februar 1948 war er Stellvertreter des Leiters der Abteilung Wirtschaft der sowjetischen Militäradministration in Deutschland. Anschließend war er stellvertretender Kommandeur der sowjetischen Fernfliegerkräfte.